# Margarete Mitscherlich-Nielsen
Margarete Mitscherlich-Nielsen (apellido de soltera: Nielsen, conocida también como Margarete Mitscherlich; Gråsten, 17 de julio de 1917 - Fráncfort del Meno, 12 de junio de 2012, llamada también la «gran dama del psicoanálisis alemán», fue una psicoanalista alemana que estudió principalmente temáticas como el feminismo, la sexualidad femenina y la psicología nacional de la Alemania de posguerra. Mitscherlich recibió la Orden del Mérito de la República Federal de Alemania en 2001. Por sus contribuciones al desarrollo del psicoanálisis y de la cultura en Fráncfort, en 1990 fue galardonada también con la Ehrenplakette der Stadt Frankfurt am Main y el premio Tony Sender en 2005.

## Biografía
Margarete Nielsen fue la hija menor del doctor Nis Peter Nielsen y su esposa Margarete Leopold, directora de escuela. Nació Gravenstein, una pequeña localidad fronteriza y creció en Dinamarca y Alemania.  Tras obtener el Abitur en una escuela privada de Flensburgo en 1937, estudió primeramente literatura y luego decidió seguir los pasos de su padre estudiando medicina en las universidades de Múnich y Heidelberg. En esta última universidad, aprobó en 1944 su primer examen de medicina y en 1950 obtuvo su doctorado de la Universidad de Tubinga.
Inició su trabajo profesional en el psicoanálisis en una clínica antroposófica en el cantón suizo del Tesino, donde conoció a quien sería su marido, Alexander Mitscherlich; él le hizo conocer las obras de Sigmund Freud. Se casaron en 1955. En la década de 1950, completó su formación psicoanalítica en el instituto de Londres que dirigían Anna Freud, Melanie Klein y Michael Balint. Junto con Alexandre Mitscherlich, regresó a Alemania y trabajó en una clínica psicosomática que dirigía su marido en Heidelberg, antes de mudarse a Fráncfort.  Colaboró activamente en la redacción de la única revista mensual de psicoanálisis en idioma alemán, Phyche, que su esposo Alexander había fundado en 1947 en conjunto con Hans Kunz y Felix Schottlaender. Desde 1983 en colaboración con Helmut Dahmer y Lutz Rosenkötter y a partir de 1992, únicamente ella, fungió como editora responsable y directora de esta revista hasta 1997. En 1960 el matrimonio había fundado el Sigmund-Freud-Institut, dedicado a la investigación dentro del psicoanálisis en el que Margarete Mitschelich trabajó hasta muy avanzada edad. Vivió en el Westend de Fráncfort hasta su muerte, a los 94 años, el 12 de junio de 2012.

## Contribuciones a la psicología
Desde la década de 1960, junto con las principales figuras de la Escuela de Fráncfort, los Mitscherlich tuvieron un rol importante en los debates intelectuales de la Alemania de posguerra y aplicaron el pensamiento psicoanalítico para explicar las causas del nazismo, la posguerra y la situación de Alemania en el presente. El primer libro que escribieron juntos fue Die Unfähigkeit zu trauern. Grundlagen kollektiven Verhaltens (traducido como La incapacidad de sentir duelo), publicado por primera vez en 1967 y se lo consideró un clásico. En él se argumenta sobre por qué el Holocausto, los crímenes de guerra y el sentimiento de culpa en el bando ofensor no fueron bien tratados en la sociedad alemana de la posguerra.
Posteriormente, Margarete Mitscherlich se insteresó más en las opiniones del feminismo y trabó amistad con la periodista alemana Alice Schwarzer, también feminista, y contribuyó con su revista EMMA. En el primer número de la revista, publicado en noviembre de 1977, confesó: «Soy feminista». En aquel entonces, también tomó parte activa en acciones legales contra representaciones misóginas en medios populares de Alemania. Su libro Die friedfertige Frau. Eine psychoanalytische Untersuchung zur Aggression der Geschlechter (traducido al español como Sobre la dificultad de la emancipación, un título no literal), publicado por primera vez en 1985, es su obra más popular y también trata sobre los roles que la mujer posee en la política. En su siguiente trabajo, Die Zukunft ist weiblich (traducción aproximada al español: «El futuro es femenino»), que data de 1987, Mitscherlich abogó por la feminización de los valores, incluso los masculinos. Se destaca por la naturaleza política de su obra, incluso en temas en los que la mayoría de sus pares siguieron la neutralidad, que es un elemento esencial del psicoanálisis. Fernando Mires interpreta así esta actitud: «Fue su deseo de vindicar el pasado —no sólo el suyo; también el de su generación— la razón por la cual Margarete comprometió su persona en diversas iniciativas políticas y sociales».
Hasta bien entrados los noventa años, Mitscherlich trabajó como psicoanalista; aconsejó a sus colegas más jóvenes y comentó sobre política en la prensa. En su último libro, publicado en 2010, titulado Die Radikalität des Alters. Einsichten einer Psychoanalytikerin (traducido como La radicalidad de la vejez) reflexiona sobre su propia experiencia del envejecimiento.

## Obra
- Con Alexander Mitscherlich: Die Unfähigkeit zu trauern. Grundlagen kollektiven Verhaltens. 1967
- Con Alexander Mitscherlich: Die Idee des Friedens und die menschliche Aggressivität. 1969
- Con Alexander Mitscherlich: Eine deutsche Art zu lieben. 1970
- Müssen wir hassen? 1972
- Das Ende der Vorbilder. 1978
- Die friedfertige Frau. 1985
- Die Zukunft ist weiblich. 1987
- Erinnerungsarbeit. 1987
- Über die Mühsal der Emanzipation. 1990
- Con Brigitte Burmeister: Wir haben ein Berührungstabu. 1991. Hamburg. KleinVerlag.
- Erinnerungsarbeit – Zur Psychoanalyse der Unfähigkeit zu trauern. 1993
- Autobiografie und Lebenswerk einer Psychoanalytikerin. 2006
- Eine unbeugsame Frau. Im Gespräch mit Kathrin Tsainis und Monika Held. 2007
- Die Radikalität des Alters. Einsichten einer Psychoanalytikerin. 2010